# Siêu thú cuồng nộ
Siêu thú cuồng nộ (tựa tiếng Anh: Rampage, tạm dịch: Cơn thịnh nộ) là một bộ phim điện ảnh Hoa Kỳ thuộc thể loại quái vật khoa học viễn tưởng của đạo diễn Brad Peyton. Phim lấy cảm hứng từ loạt trò chơi điện tử cùng tên của hãng Midway Games. Các diễn viên trong phim gồm có Dwayne Johnson, Naomie Harris, Malin Åkerman, Joe Manganiello, Jake Lacy, Marley Shelton và Jeffrey Dean Morgan.

## Nội dung
Trạm nghiên cứu không gian Athena-1, được sở hữu bởi công ty Energyne, bị phá hủy sau khi một con chuột thí nghiệm trở nên to lớn và gây hỗn loạn. Tiến sĩ Kerry Atkins trong lúc bỏ chạy đã nhận được lệnh từ giám đốc Claire Wyden là phải đem theo mấy hộp đựng mầm bệnh. Atkins bỏ chạy khi trạm không gian nổ tung, nhưng cô cũng bị chết và để mầm bệnh rơi xuống nước Mỹ. Ba hộp mầm bệnh rơi xuống ba địa điểm khác nhau, được hít bởi ba con vật khác nhau: con khỉ đột tên George ở Vườn thú San Diego, con chó sói ở rừng Wyoming và con cá sấu ở đầm lầy Everglades.
Nhà linh trưởng học Davis Okoye, cựu lính đặc nhiệm Mỹ, đang làm việc tại Vườn thú San Diego. Anh là người nuôi dạy con khỉ đột George từ lúc nó còn nhỏ, ngày xưa anh đã cứu nó khỏi bọn săn trộm giết mẹ nó. Do ảnh hưởng của mầm bệnh, thân thể George càng lúc càng to lớn hơn với sức mạnh phi thường. Tiến sĩ di truyền học Kate Caldwell đến gặp Davis, giải thích rằng mầm bệnh được phát minh bởi Energyne để tổng hợp gen các loài động vật tạo ra siêu thú khổng lồ. Trước đây Kate có làm việc cho Energyne, cô từng hi vọng kết quả CRISPR sẽ là phương thuốc vượt trội để cứu người, nhưng phát hiện ra Energyne muốn sử dụng nó như vũ khí sinh học, cô định phá hủy dự án thì bị sa thải và bị tống vào tù, người em trai của cô bệnh nặng nên qua đời, từ đó cô muốn vạch trần tội ác của chị em nhà Wyden. George thoát ra khỏi vườn thú, nhưng bị bắt giữ bởi lực lượng chính phủ do Đặc vụ Harvey Russell dẫn đầu và bị đưa lên máy bay. Trong khi đó Claire và em trai ả, Brett, cử một đội lính đánh thuê đi bắt con sói đột biến, Ralph, dẫn đến việc cả đội bị giết chết.
Claire muốn bắt Ralph và sử dụng George để giết Kate, ả bật máy truyền thanh trên đỉnh tòa nhà Willis Tower nhằm dụ các con vật kéo đến Chicago mà không quan tâm đến mạng sống của người dân. George phản ứng dữ dội với sóng âm thanh và gây ra vụ rơi máy bay trong khi Davis, Kate và Russell nhảy dù xuống đất an toàn. George còn sống sau vụ rơi máy bay, nó cùng với Ralph tiến thẳng về Chicago. Với sự giúp đỡ của Russell, Davis và Kate đã ăn cắp một máy bay trực thăng của quân đội để đuổi theo các con vật.
Davis và Kate đến nơi thấy George và Ralph đang tàn phá thành phố khi quân đội không thể ngăn cản chúng. Sự việc càng tồi tệ hơn khi con cá sấu đột biến, Lizzie, cũng tham gia cuộc tàn phá. Davis và Kate xâm nhập vào công ty Energyne trong tòa nhà Willis Tower để lấy thuốc giải giúp các con vật trở lại bình thường, nhưng bị phát hiện bởi Claire và Brett. Claire tiết lộ rằng thuốc giải chỉ có thể làm các con vật giảm điên cuồng chứ không giúp chúng trở lại kích thước bình thường. Khi George lên đến đỉnh tòa nhà, Kate bỏ lọ thuốc giải vào túi xách của Claire rồi xô ả về phía George, khiến con khỉ đột ăn thịt ả cùng với thuốc giải. Davis và Kate có kế hoạch giúp George tỉnh táo lại rồi cho nó giết hai con quái vật còn lại. Brett chạy xuống tầng trệt bị Russell chặn lại, Russell đòi hắn đưa ra bằng chứng phạm tội thì ông sẽ để hắn đi, khi Brett giao nộp chiếc máy tính xách tay thì bị khối bê tông đè chết. Cả tòa nhà sụp đổ, Davis và Kate thoát chết nhờ sử dụng chiếc trực thăng mất đuôi của Claire để đáp đất an toàn.
Davis ở lại giúp George đánh bại hai con quái vật kia, trong khi Kate và Russell chạy đi gọi điện ngăn chặn quân đội thả quả "Bom Mẹ" xuống thành phố. Davis lừa Ralph bay vào hàm răng của Lizzie, khiến con cá sấu cắn đứt đầu con sói. Trong lúc giao chiến với Lizzie, George bị đâm bởi một thanh cốt thép. Davis sử dụng xác trực thăng Boeing AH-64 Apache bắn súng máy và hỏa tiễn vào Lizzie khiến nó quay sang tấn công anh. George sau đó dùng thanh cốt thép đâm vào mắt Lizzie, giết chết nó. Mối đe dọa đã không còn nên lệnh không kích được hủy bỏ. Davis, Kate, Russell và George giúp đỡ người dân dọn dẹp những đống đổ nát trong thành phố.

## Diễn viên
- Dwayne Johnson[2] trong vai Davis Okoye
- Naomie Harris[3] trong vai Tiến sĩ Kate Caldwell
- Jeffrey Dean Morgan[4] trong vai Đặc vụ Harvey Russell
- Malin Åkerman[5] trong vai Claire Wyden
- Jake Lacy[6] trong vai Brett Wyden
- Joe Manganiello[4][7] trong vai Burke
- Marley Shelton[4][7] trong vai Tiến sĩ Kerry Atkins
- Jason Liles[8] trong vai George
- P. J. Byrne[9] trong vai Nelson
- Jack Quaid[10] trong vai Connor
- Matt Gerald[10] trong vai Zammit
- Demetrius Grosse trong vai Đại tá Blake
- Will Yun Lee trong vai Đặc vụ Park
- Breanne Hill trong vai Amy[6][11]

## Sản xuất
Warner Bros đã mua lại bản viết lại bộ phim cho trò chơi arcade năm 1976 Rampage trong năm 2009, như là một phần của việc mua lại Midway Games với giá 33 triệu USD. Dự án đã được công bố vào tháng 11 năm 2011, cùng với John Rickard là nhà sản xuất. Tháng 6 năm 2015, hạn chót cho biết Dwayne Johnson đã được sắp xếp làm ngôi sao và làm lại nhóm với New Line và nhà sản xuất Beau Flynn, trong khi hãng phim đang tìm kiếm một đạo diễn để bắt đầu sản xuất vào giữa năm 2016. Vào tháng 7, có thông báo rằng New Line đang đàm phán với đạo diễn Brad Peyton để chỉ đạo và sản xuất. Peyton sau đó tuyên bố rằng bộ phim sẽ "có nhiều tình cảm hơn, đáng sợ hơn và thực tế hơn bạn mong đợi".